# مارتن بيل
مارتن بيل (بالإنجليزية: Martin Bell)‏ هو سياسي بريطاني، ولد في 31 أغسطس 1938 في المملكة المتحدة. في الانتخابات العامة في المملكة المتحدة 1997 ‏، انتخب عضو البرلمان الثاني والخمسون للمملكة المتحدة عن دائرة تاتون وقد انضم خلال فترته النيابية ‏ (1 مايو 1997 – 14 مايو 2001)  للكتلة البرلمانية مستقل.